# Ernst Wilhelm von Brücke
Ernst Wilhelm Ritter von Brücke (Berlino, 6 giugno 1819 – Vienna, 7 gennaio 1892) è stato un medico tedesco.

## Biografia
Figlio del pittore I.G. Brücke, a seguito della prematura morte del padre, trascorre la giovinezza presso la famiglia del sopraintendente Froysen a Stralsund, dove frequenta il ginnasio. Successivamente si iscrive presso la facoltà di Medicina a Berlino. Negli anni universitari, Brücke conosce i fisiologi Hermann von Helmholtz e Emil Du Bois-Reymond, al tempo anche loro studenti, con cui stringe una solida amicizia. Diviene, inoltre, assistente del fisiologo Johannes Peter Müller.

## Studi
Dopo aver studiato Medicina all'Università di Berlino ed essersi laureato nel novembre 1842, nel 1843 diviene assistente al museo di anatomia comparata.
Nel 1848 diviene docente di Fisiologia a Königsberg; dal 1849 al 1891 fu docente di Fisiologia a Vienna. Fu anche uno dei fondatori ed esponenti principali della "Società di Fisica" di Berlino (in seguito Società Tedesca di Fisica), e fu uno dei maestri, fra i più ammirati, di Sigmund Freud.
Fu uno dei principali rappresentanti della nuova scuola di fisiologia antivitalistica, che riconduceva tutte le manifestazioni vitali all'azione di forze chimico-fisiche, sostenendo la necessità di applicare alla neurofisiologia i principi della fisica.